# UFC 2
UFC 2: No Way Out var en mixed martial arts-gala arrangerad av Ultimate Fighting Championship (UFC) i Mammoth Gardens i Denver, Colorado den 11 mars 1994. Royce Gracie stod som slutlig segrare.